# Ida Noddack
Ida Noddack (Lackhausen, 25 de fevereiro de 1896 — Bad Neuenahr, 29 de outubro de 1978), cujo nome antes de se casar era Ida Eva Tacke, foi uma química e física alemã. Foi a primeira a mencionar a ideia de fissão nuclear, em 1934. Com seu futuro marido, Walter Noddack, e com Otto Berg, ela descobriu o elemento número 75, o rênio. Foi indicada três vezes para o Prêmio Nobel de Química.

## Vida pessoal
Ida nasceu em 1896, em Lackhausen (hoje Wesel). Filha de um fabricante de bebidas, Adalbert Tacke e sua esposa, a família morava no subúrbio. Foi a primeira mulher na Alemanha a estudar química. Ingressou na Universidade Técnica de Berlim, onde obteve bacharelado e doutorado, este último defendido em 1921, com a tese On aliphatic|higher aliphatic fatty acid anhydrides. Foi a primeira mulher a ocupar uma posição profissional na indústria química alemã.
Ida casou-se com o químico Walter Noddack, em 1926. Mesmo antes do casamento, os dois trabalhavam em parceria, a assim chamada em alemão "Arbeitsgemeinschaft". Seu trabalho na Universidade de Estrasburgo, porém não era remunerado.

## Fissão nuclear
Ida Noddack criticou as evidências químicas postuladas por Enrico Fermi, com seus experimentos de bombardeio de nêutrons, em 1934, onde postulou que elementos transurânicos poderiam ser produzidos, o que foi amplamente aceito na época. Seu artigo "On Element 93", sugeria várias possibilidades, focando no fracasso de Fermi ao eliminar todos os elementos urânicos mais leves de suas evidências experimentais. O artigo hoje é de grande relevância história, não apenas por, corretamente, apontar a falha nas evidências de Fermi, como também por sugerir a possibilidade de o núcleo atômico se partir em várias partes grandes, que seriam isótopos de elementos conhecidos, mas que não seriam relacionados ao elemento irradiado.
Ao refutar Fermi, ela presagiou o que seria conhecido alguns anos mais tarde como fissão nuclear. No entanto, Ida não ofereceu nenhuma prova experimental ou base teórica para esta possibilidade, o que desafiou o entendimento na época. O artigo foi geralmente ignorado pela comunidade científica.
Em experimentos semelhantes aos realizados por Fermi, Irène Joliot-Curie e Pavle Savić, em 1938, postularam o que chamaram de "dificuldades de interpretação", quando elementos transurânicos apresentaram propriedades de terras raras ao invés dos elementos adjacentes. Em 17 de dezembro de 1938, Otto Hahn e Fritz Strassmann mostraram evidências químicas de que, o que antes se presumia que eram elementos transurânicos, eram na verdade isótopos de bário. Hahn ficou tão animado com as evidências que enviou uma carta à sua colega exilada, Lise Meitner, explicando o processo de quebrar os núcleos de urânio em elementos mais leves. Ficou a cargo de Lise, forçada a deixar a Alemanha em julho de 1938, e a seu sobrinho, Otto Frisch, a fornecer o primeiro modelo teórico e a prova matemática do que Frisch chamou de fissão nuclear, utilizando-se das hipóteses postuladas por Fritz Kalckar e Niels Bohr.
Otto Frisch também verificou experimentalmente a reação de fissão por meio de uma câmara de nuvem, confirmando a liberação de energia.

## Descoberta de elementos
Ida e seu futuro marido buscaram os então desconhecidos elementos 43 e 75 na Physikalisch-Technische Reichsanstalt. Em 1925, eles publicaram um artigo (Zwei neue Elemente der Mangangruppe, Chemischer Teil), alegando a descoberta dos dois elementos, o rênio (75) e o masúrio (43). O rênio foi confirmado, mas eles não conseguiram isolar o elemento 43 e seus resultados não puderam ser reproduzidos.
O elemento artificial 43 foi isolado em 1937, por Emilio Segrè e Carlo Perrier, a partir de um pedaço descartado de molibdênio utilizado em um ciclotron, que tinha sofrido decaimento beta. Ele foi nomeado de tecnécio, devido à sua fonte artificial. Nenhum isótopo de tecnécio tem uma meia-vida superior a 4,2 milhões de anos e presume-se ter desaparecido na Terra como um elemento natural. Em 1961, pequenas quantidades de tecnécio foram descobertas como resultado da fissão espontânea do 238U, por B. T. Kenna e Paul K. Kuroda.

## Indicações ao Nobel
Ida Noddack foi indicada três vezes para o Nobel de Química. Uma vez com Walther Nernst e K. L. Wagner, em 1933. Em 1935, Ida e o marido foram indicados. E em 1937 foi indicada junto de A. Skrabal.

## Últimos anos
Walter Noddack faleceu em 1960 e Ida se aposentou em 1968. Seus últimos anos se passaram em um condomínio para idosos em Bad Neuenahr, próximo a Colônia, na Alemanha. Ida faleceu em 24 de setembro de 1978. O casal Noddack não teve filhos. Foi sepultada ao lado do marido, em Bamberg.